# Parsęta

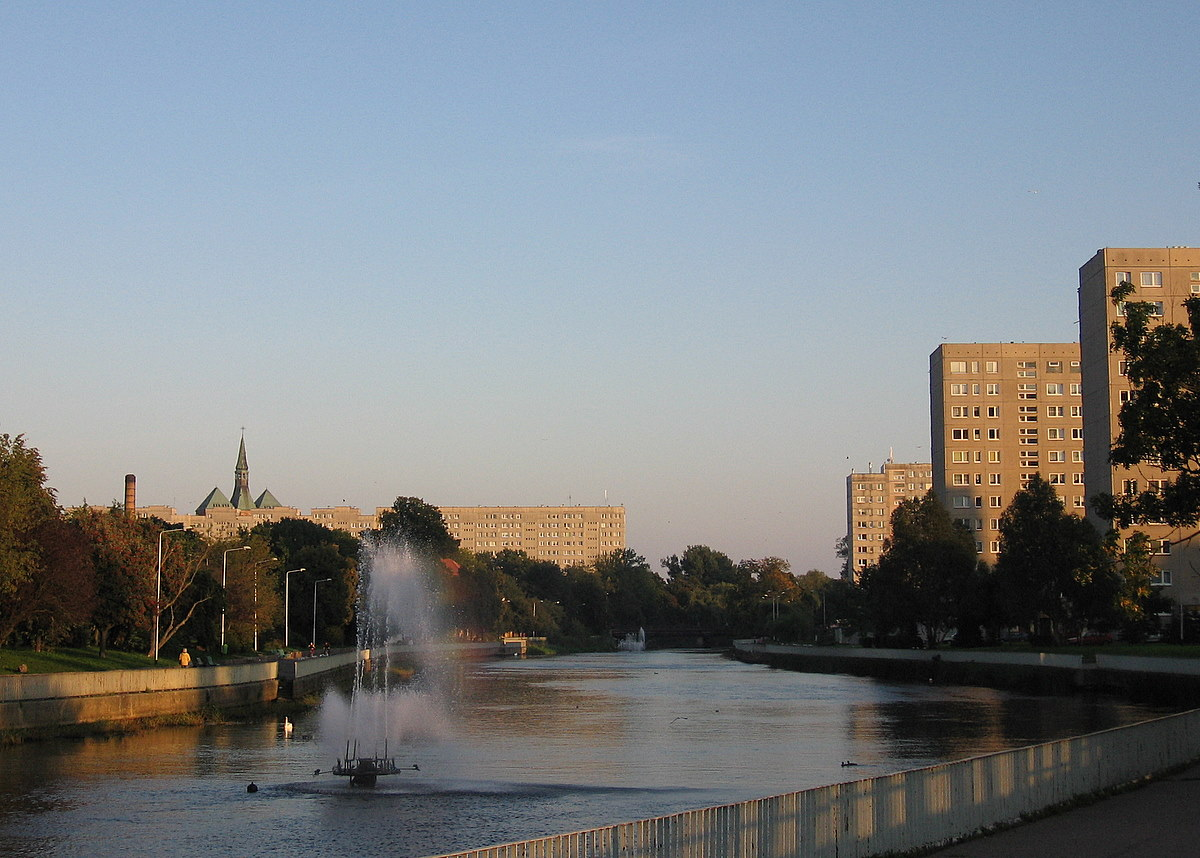
Parsęta i Kołobrzeg.

Parsęta, tyska: Persante, är en 127 kilometer lång flod i Västpommerns vojvodskap i nordvästra Polen. Floden har sin källa nära Szczecinek på 137 meters höjd över havet. Den rinner därifrån norrut förbi städerna Białogard och Karlino, för att slutligen mynna i Östersjön vid Kołobrzeg. Avrinningsområdet är  3 145 km².
Bifloder på västra sidan är Gęsia, Dębnica, Mogilica och Pokrzywnica. På östra sidan ansluter floderna Perznica, Liśnica och Radew.